# Heterarmia subdilecta
Heterarmia subdilecta là một loài bướm đêm trong họ Geometridae.